# 観月町
観月町（かんげつちょう）は、愛知県名古屋市千種区の地名。現行行政地名は観月町1丁目及び観月町2丁目。住居表示未実施。

## 地理
名古屋市千種区南部に位置する。東は田代本通、西は丘上町、南は山添町、北は末盛通に接する。

## 歴史

### 地名の由来
当地に所在した月見坂の名称に由来する。月見坂は月見の名所であったという。

### 沿革
- 1945年（昭和20年）9月20日 - 千種区田代町の一部により同区観月町として成立[1]。

## 世帯数と人口
2019年（平成31年）1月1日現在の世帯数と人口は以下の通りである。
| 町丁   | 世帯数  | 人口    |
| ------ | ------- | ------- |
| 観月町 | 535世帯 | 1,054人 |

### 人口の変遷
国勢調査による人口の推移
| 1950年（昭和25年） | 749人   | [ 9 ]  |  |
| 1955年（昭和30年） | 780人   | [ 9 ]  |  |
| 1960年（昭和35年） | 938人   | [ 10 ] |  |
| 1965年（昭和40年） | 948人   | [ 10 ] |  |
| 1970年（昭和45年） | 1,003人 | [ 11 ] |  |
| 1975年（昭和50年） | 1,073人 | [ 11 ] |  |
| 1980年（昭和55年） | 945人   | [ 12 ] |  |
| 1985年（昭和60年） | 913人   | [ 12 ] |  |
| 1990年（平成2年）  | 911人   | [ 13 ] |  |
| 1995年（平成7年）  | 984人   | [ 14 ] |  |
| 2000年（平成12年） | 930人   | [ 15 ] |  |
| 2005年（平成17年） | 1,010人 | [ 16 ] |  |
| 2010年（平成22年） | 1,060人 | [ 17 ] |  |

## 学区
市立小・中学校に通う場合、学校等は以下の通りとなる。また、公立高等学校に通う場合、学区は以下の通りとなる。
| 番・番地等 | 小学校               | 中学校               | 高等学校 |
| ---------- | -------------------- | -------------------- | -------- |
| 全域       | 名古屋市立田代小学校 | 名古屋市立城山中学校 | 尾張学区 |

## 施設
- 名古屋市立田代小学校[7]北緯35度9分52.6秒 東経136度57分19.3秒 / 北緯35.164611度 東経136.955361度

## その他

### 日本郵便
- 郵便番号 : 464-0831[4]（集配局：千種郵便局[20]）。

### 統計資料
- 名古屋市総務局企画室統計課 編『昭和31年版 名古屋市統計年鑑』名古屋市、1957年。
- 名古屋市総務局企画部統計課 編『昭和41年版 名古屋市統計年鑑』名古屋市、1967年。
- 名古屋市総務局統計課 編『昭和51年版 名古屋市統計年鑑』名古屋市、1977年。
- 名古屋市総務局統計課 編『昭和60年国勢調査 名古屋の町・丁目別人口（昭和60年10月1日現在）』名古屋市役所、1986年。
- 名古屋市総務局企画部統計課 編『平成2年国勢調査 名古屋の町（大字）別・年齢別人口（平成2年10月1日現在）』名古屋市役所、1994年。
- 名古屋市総務局企画部統計課 編『平成7年国勢調査 名古屋の町（大字）・丁目別人口（平成7年10月1日現在）』名古屋市役所、1996年。